# جسوپ (مریلند)
جسوپ (به انگلیسی: Jessup) شهری در ایالت مریلند کشور ایالات متحده آمریکا است که جمعیت آن در سرشماری سال ۲۰۱۰ میلادی، ۷٬۱۳۷ نفر بوده‌است.